# Aquarius-II-Zwerggalaxie
Die Aquarius-II-Zwerggalaxie, kurz auch Aquarius II oder Aquarius 2, ist eine im Jahr 2016 entdeckte Zwerggalaxie des Typs dSph im Sternbild Wassermann in der Lokalen Gruppe und eine der Satellitengalaxien der Milchstraße.

## Eigenschaften
Aqr II dSph ist mit einer Oberflächenhelligkeit von {\displaystyle \mu =30{,}2\,\mathrm {\tfrac {mag}{arcsec^{2}}} } eine der mit den Beobachtungsmitteln des Jahres 2016 am schwersten zu detektierbaren Galaxien überhaupt. Die Zwerggalaxie besitzt einen Halblichtradius von rh=(5,1 ± 0,8) ′, was absolut (159 ± 24) pc entspricht. Die Galaxie besitzt eine stellare Geschwindigkeitsdispersion von {\displaystyle \sigma _{v}=5{,}4_{-0{,}9}^{+3{,}4}\,\mathrm {\tfrac {km}{s}} }.

## Weiteres
- Liste der Galaxien der Lokalen Gruppe